# Манон
„Манон“ е опера в пет действия (шест картини) по музика на Жул Масне и либрето на Анри Мелиак и Филип Жил. Литературната основа е романът на абат Прево „Историята на кавалера Де Грийо и Манон Леско“. Премиерата е на 19 януари 1884 г. в Опера-Комик (Opéra-Comique) в Париж, успехът сред публиката е голям, критиците имат сдържани оценки. Днес „Манон“ на Масне се смята за знакова френска опера, наред с „Кармен“ на Бизе и „Фауст“ на Гуно.

## История
В основата на операта „Манон“ лежи известният роман на абат Прево от 1731 г., „Историята на кавалера Де Грийо и Манон Леско“. Преди Масне към този нашумял на времето си роман се обръщат няколко композитора: по неговия сюжет френският композитор Жак-Фроментал Халеви (Jacques-Fromental Halévy) написва през 1830 г. балет; през 1836 г. ирландският композитор Майкъл Балфе (Michael Balfe) създава опера; френска опера се появява през 1856 г. и тя е на Даниел Обер (Daniel Auber). След Масне сюжетът се използва от Пучини за неговата „Манон Леско“. Самият Масне още веднъж се връща към историята на Манон и създава едноактно продължение, „Портретът на Манон“, което обаче не придобива популярност.
Масне започва операта през 1881 г., работата над нея върви около две години. Либретото подготвят Анри Мелиак и Филип Жил. И двамата либретисти са известни – Мелиак е един от авторите на „Кармен“ на Бизе и на няколко оперети на Офенбах, Жил участва в създаването на текста на „Лакме“ на Лео Делиб. Тяхното либрето е по-близко до оригинала от използваното от Обер и повечето от промените са в контекста на драмата и не са съществени. Например, Манон напуска Де Грийо един път, а не три; Леско не е брат на Манон, а братовчед; Манон умира на път към Хавър, а не в Луизиана. Названието на операта – „Манон“, а не „Манон Леско“ – е изборът на самия Масне.
Либретото е готово през 1882 г., оркестрацията е завършена през 1883 г. Директорът на Опера-Комик, с която е сключен контрактът за операта, има склонност да изисква промени в партитурите. За да избегне това, Масне публикува своята партитура преди започването на репетициите. Но самият той все пак прави промени – през 1884 г. добавя прочутия гавот на Манон в третото действие (Obeissons quand leur voix appelle), а 10 години по-късно като алтернативна на гавота написва друга ария, „Fabliau“ (Oui, dans les bois... Fabliau).
Премиерната постановка се изнася на 19 януари 1884 г. на сцената на Опера-Комик в Париж. Публиката посреща операта с аплодисменти, някои критици имат въздържана реакция.
При избора на първата изпълнителка на ролята на Манон Масне се спира на известната белгийска певица Мари Хейлброн (Marie Heilbronn). Но след около 80 представления тя умира от перитонит. Масне, за когото Мари Хейлброн се превръща в олицетворение на Манон, дълбоко преживява загубата. Той сваля постановката от репертоара, тъй като не желае да види друга изпълнителка в тази роля. Отнема му 5 години докато акцептира различната Манон и възстанови операта. Но на сцената на Опера-Комик „Манон“ не се поставя почти десет години поради изгарянето на сградата по време на пожар.

### Първи постановки
В рамките на една година от първата постановка в Париж, през януари на 1885 г., „Манон“ има своята премиера във Великобритания и тя е в Ливърпул. Същата година, на 23 декември, операта се поставя в САЩ от Музикалната академия на Ню Йорк (Academy of Music, New York City). Премиерата на сцената на лондонската Кралска опера е на 19 май 1891 г. Метрополитън опера за първи път поставя „Манон“ на 16 януари 1895 г. Първата постановка в Русия е на 19 декември 1885 г. в Болшой (Каменен) театър в Санкт Петербург.
В България „Манон“ е поставена за пръв път през 1926 г. в Софийската народна опера. Диригент е Тодор Хаджиев, режисьор – П. К. Стойчев.

### Действащи лица
- Манон Леско – сопран
- Пусет – сопран
- Жавот – сопран
- Розет – мецосопран
- Граф Де Грийо – бас
- Кавалер Де Грийо, негов син – тенор
- Леско, братовчед на Манон – баритон
- Гийо де Морфонтен – тенор
- Де Бретини – баритон
- Хотелиер – баритон

### Първо действие
Странноприемницата в Амиен

На верандата на странноприемницата двама богати парижани, Гийо де Морфонтен и Де Бретини, се веселят в компанията на три млади жени, Пусет, Жавот и Розет. В двора гражданите очакват пристигането на дилижанса. Сред тях се разхожда сержантът Леско, който очаква пристигането на своята 15-годишна братовчедка Манон. Дилижансът пристига, от него излиза Манон. Леско за първи път вижда чаровната си братовчедка, той радостно я поздравява. Манон му разказва, че по решение на нейните родители тя отива в манастир заради склонността си към развлечения и безгрижен живот. Леско проявява съчувствие и я оставя, за да се заеме с нейния багаж. Гийо започва да флиртува с Манон. Той ѝ предлага да се възползва от неговата карета и да заминат заедно в Париж. Леско се връща, прекъсва беседата, пропъжда натрапника и казва на Манон, че тя трябва да пази честта на семейството Леско. Той отново оставя братовчедката си, за да се срещне със своите приятели в кръчмата. Манон остава сама с мислите си за бъдещето – тя определено предпочита да опознае живота извън манастирските стени.
Появява се хубав младеж Де Грийо. Той е завършил своето следване в Амиен и се готви да замине за Париж. Де Грийо вижда Манон и е очарован от красотата ѝ. Двамата се влюбват един в друг от пръв поглед. Манон разказва на Де Грийо за своята участ. Те решават да заминат за Париж, използват за това каретата на Гийо. Действието завършва с общо объркване, когато се установява, че Манон и Де Грийо са изчезнали.

### Второ действие
Жилището на Манон и Де Грийо в Париж

Манон и Де Грийо четат писмото, което младежът е написал до баща си с молба за разрешение да се ожени за Манон. Той забелязва в стаята голям букет и ревниво разпитва Манон за него. Манон не смее да признае, че има поклонник в лицето на Де Бретини. Внезапно в стаята нахлуват Леско и преоблеченият като военен Де Бретини. Разгневеният Леско иска да знае, дали намеренията на Де Грийо спрямо Манон са сериозни. Де Грийо го успокоява като показва писмото до баща си. През това време Де Бретини обяснява на Манон, че Де Грийо по заповед на баща му ще бъде отвлечен през нощта, но за нея няма опасност, защото самият Де Бретини ще се погрижи за нея. Леско и Де Бретини излизат.
Доволен, че се е сдобрил с Леско, Де Грийо оставя Манон, за да пусне писмото. Манон е смутена и тъжна, че ще свършат щастливите дни с Де Грийо. Де Грийо се връща и споделя с нея своите мечти за техния живот, когато се оженят. Манон не го предупреждава за предстоящото отвличане.
Чува се почукване на вратата, Де Грийо я отваря. След кратка борба е издърпан от стаята и отвлечен.

### Трето действие
Картина 1. Париж, променадата Кур ла Рен

Сред многолюдната тълпа на променадата са Пусет, Жавот и Розет. С тях флиртуват Леско и Гийо. Всички говорят за Манон, която от две години живее с Де Бретини. Гийо иска да я направи своя любовница, Де Бретени му се присмива и предупреждава да не се опитва да прави това. Появява се Манон, заобиколена от своите поклонници. След малко идва старият граф Де Грийо. От неговия разговор с Де Бретини Манон разбира, че младият Де Грийо е постъпил в духовната семинария в Сен Сюлпис и се готви да стане абат. Манон се представя на граф Де Гийо като приятелка на Манон, но той я разпознава и казва, че синът му е забравил за нея. Манон с тъга си спомня за щастливите дни със своя любим. Гийо довежда балерини, за да развлича Манон. Но в мислите на Манон няма място за развлечения. Тя моли Леско за карета и заминава за Сен Сюлпис.
Картина 2. Семинарията в Сен Сюлпис

Чува се свиренето на орган. Де Грийо, сега вече абат, току-що е завършил първата си служба и получава поздравления от богомолците. Старият граф Де Грийо е при сина си, за да го убеди да не става абат, а да се ожени за някоя благопристойна млада жена и да се успокои. Но младежът решително отхвърля това предложение, той иска да забрави Манон и да води религиозен живот. Бащата оставя сина си. Младият Де Грийо обаче не може да забрави Манон. Появява се Манон и страстно моли за прошка – тя иска отново да бъде с Де Грийо. Отначало той се опитва да я отблъсне, но любовта към нея надделява. Двамата напускат църквата.

### Четвърто действие
Игралната зала в хотел „Трансилвания“

Сред посетителите на залата са Леско и Гийо де Морфонтен. Гийо все още има намерение да направи Манон своя любовница. Идват Манон и Де Грийо, на когото не му се стои на това не много почтено място. Но те са останали без средства и Манон го моли да опита късмета си в играта на карти. Де Грийо се съгласява и сяда срещу Гийо. Късметът е на страната на Де Грийо и той непрекъснато печели за радост на Манон. Гийо се ядосва, обвинява ги в мошеничество и отива да повика полицията. Тя идва и арестува Де Грийо и Манон. В този момент идва старият граф. Той упреква сина си, че е опетнил семейната им чест. Де Грийо моли баща си за прошка. Графът обещава да освободи сина си. Манон разбира, че за нея няма да има спасение и това е край. Тя е готова да умре. Полицаите отвеждат двамата влюбени.

### Пето действие
Пътят за Хавър

Старият граф е успял да освободи сина си, но Манон е осъдена на изселване в Луизиана. Де Грийо и Леско очакват Манон по пътя за Хавър, за да я освободят от гвардейците, които трябва да я качат на кораба. Леско ги подкупва и Манон е свободна. Де Грийо иска да замине с Манон в друга страна и да започнат там нов щастлив живот. Но Манон, болна от преживяното и потънала в разкаяние, е в състояние да мисли само за изминалите щастливи дни. Тя моли Де Грийо да ѝ прости за причинените страдания. Той я убеждава да бяга с него и че ги очаква само щастие. Но вече е късно, Манон губи последните си сили и умира в обятията на своя любим.

## Музика
Според някои изследователи на творчеството на Масне „Манон“ е негов шедьовър. Операта е белязана с чувствена мелодичност, майсторско персонифициране, лайтмотиви за характеризиране на героите и техните емоции. В речитативите се прилага необичаен подход – думите се изговарят на фона на лек оркестров акомпаниент.

### Иструментация
Оркестърът се състои от следните инструменти:
- Дървени духови: 2 флейти, два обоя, два кларинета, два фагота
- Медни духови: два корнета, две валдхорни, два тромпета, три тромбона
- Ударни: голям барабан, чинели, малък барабан, маршов барабан, тимпани, триангел, камшик, там-там, глокеншпил, камбани
- Арфа, лъкови струнни

На сцената свирят кларинет, фагот, струнен квинтет, орган.